# ОШ „Десанка Максимовић” Ниш
ОШ „Десанка Максимовић” једна је од највећих основних школа у Нишу. Налази се у улици Маршала Тита бр. 18 у Чокоту, у општини Палилула. Назив је добила по Десанки Максимовић, српској песникињи, професорки књижевности и академику Српске академије наука и уметности.

## Историјат
Основна школа „Десанка Максимовић” је основана 1922. године као четвороразредна школа под називом „Основна школа Чокот Краљевине СХС”, а 1953. је прерасла у осмогодишњу и променила име у „Основна школа 29. новембар у Чокоту”. Године 2002. је добијала име „Десанка Максимовић”. Осим у матичној школи у Чокоту, васпитно-образовни процес се одвија у још осам истурених одељења у суседним насељима Девети Мај, Лалинац, Доње Међурово, Горње Међурово, Мрамор, Крушце, Мраморски Поток и Бубањ. У школској 2016—2017. наставу похађа 871 ученик у педесет и два одељења, а од тог броја у млађим разредима је 457, а у старијим 414 ученика. Осморазредна настава се реализује у Чокоту и Деветом мају, док се у осталим њиховим школама изводи у целовитим и комбинованим одељењима.